# نزیهه دلیمی

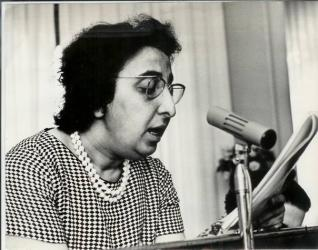
نزیهه دلیمی

نزیهه دلیمی (به عربی: نزیهة الدلیمی، به انگلیسی: Naziha Jawdet Ashgah al-Dulaimi) یکی از پیشاهنگان جنبش فمینیستی زنان عراق بود. او عضو بنیانگذار و نخستین رئیس اتحادیه زنان عراق در ۱۰ مارس ۱۹۵۲، نخستین وزیر زن در تاریخ مدرن عراق و نخستین وزیر زن در کابینهٔ کشورهای جهان عرب بود.

## زندگی
نزیهه جودت اشقه الدلیمی در سال ۱۹۲۳ در بغداد به دنیا آمد. پدربزرگ او از محمودیه (در میان بغداد و بابل) مهاجرت کرده و به در اواخر قرن نوزدهم به بغداد آمده‌بود. او در کالج سلطنتی پزشکی (که بعداً به دانشگاه بغداد پیوست) به تحصیل در رشتهٔ پزشکی پرداخت. او در سن ۱۹ سالگی یکی از معدود دانشجویان دختر آن دانشگاه بود. او از همکارانش که به شدت دغدغهٔ بدبختی مردم عراق را داشتند تأثیر پذیرفته و به «جامعهٔ زنان برای مبارزه با فاشیسم و نازیسم» پیوست و به صورت بسیار فعالانه‌ای درگیر فعالیت‌های آن شد. پس از آن، هنگامی که آن جامعه به «انجمن زنان عراق» تغییر نام داد، به عضویت کمیتهٔ اجرایی آن درآمد.
نزیهه دلیمی در سال ۱۹۴۱ به عنوان پشک از دانشگاه فارغ‌التحصیل شد. او در دوران دانشجویی با آرمان‌ها و اعتراضات حزب کمونیست عراق (ICP) آشنا شده‌بود. او در سال ۱۹۴۷ برای عضویت در حزب نامزد شده‌بود و در سال ۱۹۴۸ به عضویت کامل در حزب درآمد. او در ژانویهٔ ۱۹۴۸ به صورت فعالانه در جنبشی که «انتفاضة الوثبة» نامیده می‌شد و علیه قرارداد استعماری پورتسموث بود و همچنین در نبردهای میهنی دیگر درگیر شد. درگیرشدن فزایندهٔ او در کار سیاسی میهنی و آگاهی رشدیابندهٔ او از رنج‌های مردم در نتیجهٔ سرکوب حاکمان و ارتجاع اجتماعی، او را به پیوند بیشتر میان مبارزه برای اعتراضات میهنی و مبارزه برای ترقی اجتماعی متقاعد ساخت.
او پس از پایان تحصیلاتش در بیمارستان سلطنتی بغداد به کار مشغول شد، و پس از مدتی به بیمارستان کرخ رفت. در خلال آن دوران او به واسطهٔ همدردی‌اش با مردم تهیدست و معالجهٔ رایگان آن‌ها در مطبش در منطقهٔ شواخ، از طرف دستگاه‌های امنیتی سلطنتی تحت آزار و اذیت قرار گرفت. او سپس به سلیمانیه در کردستان عراق رفت و مطب او یک بار دیگر به پناهگاه بیمارانی تبدیل شد که خدمات و حمایت او را به رایگان دریافت می‌کردند. او از سلیمانیه به عنوان مجازات برای احساسات انسان‌دوستانه‌اش نسبت به تهیدستان، خدمات پزشکی رایگان‌اس و فعالیت سیاسی میهن‌دوستانه‌اش به شهرها و استان‌های دیگر مانند کربلا و عماره نقل مکان داده شد.
اما این انتقال‌های اجباری به او اجیازه داد تا شرایط دشواری را که مردم عراق در بخش‌های مختلف این کشور داشتند مشاهده کند و باعث شد او به‌ویژه از شرایط و بدبختی‌های نان عراق آگاه شود. این تجربه او را به نگارش کتابی با عنوان زنان عراقی رهنمون کرد.
او کوشید تا انجمن زنان عراق را احیا کند و برای این کار از سوی ده‌ها تن از کنشگران زن مورد حمایت قرار گرفت که به مسئولان فشار می‌آوردند تا «جامعهٔ آزادیبخش زنان» تأسیس شود. اما فعالیت‌های او «به دلیل الامات منافع عمومی» رد می‌شد. امضاکنندگانی که به‌وسیلهٔ نزیهه دلیمی هدایت می‌شدند در پاخ تصمیم گرفتند به پیش رفته و تحت هر ضرایطی این سازمان را هرچند مخفیانه و با تغییر نام به «اتحادیهٔ دفاع ار حقوق زنان عراقی» تأسیس کنند. این اتحادیه در ۱۰ مارس ۱۹۵۲ تأسیس شد. در میان اهداف اتحادیه موارد زیر به چشم می‌خورد:
- مبارزه برای رهایی ملی و صلح جهانی
- حمایت از حقوق زنان عراقی
- حمایت از کودکان عراقی

تحت رهبری و مشارکت فعال مزیهه دلیمی، اتحادیه که نام ان به «اتحادیهٔ زنان عراق» تغییر کرد، در طی سال‌های پیش‌رو توسعه پیدا کرد و پس از انقلاب ۱۴ ژوئیهٔ ۱۹۵۸ به سازمانی توده‌ای تبدیل شد. تعداد اعضای اتحادیه در آن زمان که عراق ۸ میلیون نفر جمعیت داشت، به ۴۲ هزار نفر رسید و موفق شد دستاوردهای زیادی برای زنان عراقی داشته‌باشد که از آن میان می‌توان به تصویب مادهٔ ۱۸۸ قانون احوال شخصیه در سال ۱۹۵۹ که قانونی مترقی بود اشاره کرد.
اتحادیهٔ زنان عراق به عنوان عضو دائم دبیرخانهٔ فدراسیون بین‌المللی زنان شناخته‌شد. نزیهه دلیمی به عضویت هیئت قانون‌گذاری و اجرایی فدراسیون درآمد و بعداً به عنوان نایب رئیس این سازمان بین‌المللی انتخاب شد. او به شخصیتی مطرح در حوزهٔ زنان در سطح بین‌المللی و نیز در سطح جهان عرب و جهان سوم تبدیل شد.
نزیهه دلیمی در خلال دههٔ ۱۹۵۰ در جنبش صلح عراق به سورت فعالانه‌ای مشارکت کرد و به عضویت کمیتهٔ تدارکات برای کنفرانس پارتیزان‌های صلح درآمد که در ۲۵ ژوئیهٔ ۱۹۵۴ در بغداد برگزار شد. او همچنین عضو شورای جهانی صلح نیز بود.
او همچنین در دههٔ ۱۹۵۰ به پژوهش برای ریشه‌کنی باکتری بیماری عفونی بژل پرداخت.
نزیهه دلیمی پس از سرنگونی حکومت سلطنتی از طرف رئیس‌جمهور عبدالکریم قاسم به عنوان نمایندهٔ انحصاری حزب کمونیست عراق در حکومت جمهوری، به سمت وزیر شهرداری‌ها در کابینهٔ ۱۹۵۹ رسید. او نخستین وزیر زن در تاریخ عراق مدرن و نیز نخستین زن در کابینهٔ دولت‌های جهان عرب بود. او بعداً برای تصدی وزارت کشور در کابینهٔ بعدی پیشنهاد داده‌شد.
نزیهه دلیمی در خلال فعالیت‌های دولتی‌اش در محلات فقیرنشین شرق بغداد کارهای عمومی توده‌ای به راه انداخت و پروژه‌های ساخت مسکن که شهر «الثورة» (انقلاب) نامیده می‌شد (و اکنون به «صدر» تغییر نام داده‌است) را به پیش برد. او همچنین در نگارش قانون حقوق مدنی ۱۹۵۹ که قانونی سکولار بود و حقوق زنان عراقی را در رابطه با ازدواج و حق ارث به رسمیت می‌شناخت، نقش داشت.
در نتیجهٔ فعالیت‌های چندجانبهٔ او در حزب کمونیست عراق و جنبش میهنی، نزیهه دلیمی در دوره‌های مختلف تحت آزار و اذیت‌های متعددی قرار گرفت. او مجبور شد کشور را ترک کرده و چندین بار در تبعید زندگی کند. اما این مسئله مانع از پیوستن او به دیگر رفیقانش در حزب و جنبش میهنی و جنبش زنان در مبارزه برای حقوق دموکراتیک و مشروع زنان نشد.
نزیهه دلیمی در درون حزب کمونیست عراق به عضویت کمیتهٔ مرکزی درآمده و در اواخر دههٔ ۱۹۷۰ هنگامی که هیئت دیکتاتوری حاکم در صدد فراهم آوردن مقدمات سرکوب خونین حزب کمونیست عراق بود، او عضو هیئت دبیران کمیتهٔ مرکزی حزب بود.
او در خلال سال‌های تبعیدش کوشید تا فعالیت خود را در ارتباط با مردم و میهن خود ادامه دهد. او نقش عمده‌ای در رهبری «کمیتهٔ دفاع از مردم عراق» داشت که پس از کودتای ۸ فوریهٔ ۱۹۶۳ تأسیس شد. این کمیته به وسیلهٔ محمد مهدی جواهری شاعر عراقی رهبری می‌شد. نزیهه دلیمی حتی در سال‌های دههٔ ۱۹۹۰ نیز یعنی زمانی که پیر و نحیف شده‌بود دست از فعالیت در رابطه با جنبش زنان و به‌طور مشخص اتحادیه زنان عراق نکشید. آخرین اتفاق مهمی که او به سورت فعالانه درگیر آن شد، سمیناری دربارهٔ وضعیت زنان عراق بود که در سال ۱۹۹۹ در کلن آلمان برگزار شد.
او در تدارک پنجمین کنگرهٔ اتحادیه زنان عراق بود، اما پیش از برگزاری آن در مارس ۲۰۰۲ دچار سکتهٔ مغزی شد که او را فلج کرد.
او در ۹ اکتبر ۲۰۰۷ در شهر هردکه در ایالت نوردراین-وستفالن در کشور آلمان در سن ۸۴ سالگی به دنبال چند سال مبارزه با اثرات سکتهٔ مغزی درگذشت.